# Brunn (Lauterhofen)
Brunn ist ein Gemeindeteil des Marktes Lauterhofen im Landkreis Neumarkt in der Oberpfalz.

## Geografie
Der Weiler Brunn befindet sich etwa eineinhalb Kilometer nordöstlich des Ortszentrums von Lauterhofen und liegt auf einer Höhe von 460 m ü. NHN.

## Geschichte
Durch die zu Beginn des 19. Jahrhunderts im Königreich Bayern durchgeführten Verwaltungsreformen wurde der Ort zu einer Ruralgemeinde, zu der die Orte Bärnhof, Brünnthal, Fischermühle, Hadermühle, Hansmühle, Inzenhof, Marbertshofen, Mennersberg, Niesaß und Schweibach gehörten. Im Zuge der Gebietsreform in Bayern wurde der größte Teil der Gemeinde Brunn am 1. Juli 1972 in die Gemeinde Lauterhofen eingegliedert.

## Verkehr
Die Anbindung an das öffentliche Straßennetz wird hauptsächlich durch die Staatsstraße St 2164 hergestellt, die durch den Ort hindurch führt. Der Haltepunkt Brunn (Oberpf) lag an der Bahnstrecke Drahthammer–Lauterhofen, welche stillgelegt ist.

## Sehenswürdigkeiten
Siehe: Baudenkmäler in Brunn